# Paul Bockelmann
Paul Bockelmann (* 7. Dezember 1908 in Hannover; † 26. September 1987 in Garmisch-Partenkirchen) war ein deutscher Rechtswissenschaftler und Hochschullehrer.

## Leben
Nach dem Abitur 1927 studierte Bockelmann an den Universitäten Freiburg und Berlin zunächst Germanistik, wechselte aber bald zu den Rechtswissenschaften. 1931 bestand er sein Erstes Juristisches Staatsexamen, 1936 sein Zweites. Ab 1932 arbeitete er als Fakultätsassistent an der juristischen Fakultät der Friedrich-Wilhelm-Universität Berlin, ab 1934 am kriminalistischen Seminar. 1935 promovierte Bockelmann bei Eduard Kohlrausch in Berlin mit einer Schrift zu Hegels Notstandslehre zum Dr. iur. 1938 folgte ebenfalls in Berlin die Habilitation, mit der Bockelmann die Venia legendi für die Fächer Strafrecht, Strafprozessrecht und Kriminologie erwarb.
Noch im selben Jahr trat Bockelmann eine Lehrstuhlvertretung an der Universität Tübingen an. 1940 wechselte er als außerordentlicher Professor an die Universität Königsberg, wo er 1942 zum ordentlichen Professor ernannt wurde. Später diente er bis Kriegsende als Oberstabsrichter in Hamburg, weshalb er kurz in Kriegsgefangenschaft geriet, nach erfolgreich durchlaufenem Entnazifizierungsverfahren aber noch 1945 wieder eine Lehrtätigkeit an der Universität Göttingen aufnehmen konnte. Dort wurde er 1949 in Nachfolge von Eberhard Schmidt zum ordentlichen Professor berufen. 1959 folgte Bockelmann einem Ruf der Universität Heidelberg auf einen strafrechtlichen Lehrstuhl. 1963 wechselte er auf den Lehrstuhl für Strafrecht, Strafprozessrecht und Kriminologie an die Universität München, wo er bis zu seiner Emeritierung 1976 und noch zwei Jahre danach lehrte. Für seine Verdienste um das Arztstrafrecht verlieh ihm die medizinische Fakultät der Universität München 1969 die medizinische Ehrendoktorwürde.
Zudem war Bockelmann Mitglied der Großen Strafrechtskommission und seit 1971 Mitglied der Bayerischen Akademie der Wissenschaften.

## Wirken und Werke (Auswahl)
Bockelmann gilt als einer der bedeutendsten deutschen Strafrechtslehrer des 20. Jahrhunderts. Vor allem seine umfangreichen Forschungen und Publikationen in Fachzeitschriften zum Arztstrafrecht und zum Verkehrsstrafrecht gelten als maßgebend und Bockelmann avancierte insbesondere Bockelmann zum Doyen seiner Zeit. Auch durch seine Mitgliedschaft in der Großen Strafrechtskommission hatte er großen Einfluss auf die Reform des Strafgesetzbuches. Seine zweibändige Habilitationsschrift zum Täterstrafrecht gilt als Standardwerk.
- Hegels Notstandslehre. De Gruyter, Berlin 1935 (Dissertation).
- Studien zum Täterstrafrecht. De Gruyter, Berlin 1940 (Habilitationsschrift, zweibändig).
- Über das Verhältnis von Täterschaft und Teilnahme. K.F. Fleischer, Göttingen 1949.
- Die Unverfolgbarkeit von Abgeordneten nach deutschem Immunitätsrecht. Vandenhoeck & Ruprecht, Göttingen 1951.
- Strafrechtliche Untersuchungen. Schwartz, Göttingen 1957.
- Aufgaben und Aussichten der Hochschulreform. Vandenhoeck & Ruprecht, Göttingen 1962.
- Das Problem der Kriminalstrafe in der deutschen Dichtung. C.F. Müller, Karlsruhe 1967.
- Strafrecht des Arztes. Thieme, Stuttgart 1968.
- Bemerkungen zur Reform des Strafvollzugs, zugleich ein Bericht über den Besuch einiger westeuropäischer Vollzugsanstalten. C.H. Beck, München 1972.
- Einführung in das Recht. 2. Auflage. Piper, München 1975.
- Strafrecht, Allgemeiner Teil. 2. Auflage. C.H. Beck, München 1975.
- Strafrecht, Besonderer Teil/1, Vermögensdelikte. C.H. Beck, München 1976.
- Strafrecht, Besonderer Teil/2, Delikte gegen die Person. C.H. Beck, München 1977.
- Straßenverkehrsrecht. 19. Auflage. C.H. Beck, München 1980.